# 因河畔米尔多夫
因河畔米尔多夫（德語：Mühldorf am Inn，官方拼写为，發音：[ˈmyːldɔʁf ʔam ʔˈɪn] ⓘ）是德国巴伐利亚州上巴伐利亚行政区因河畔米尔多夫县的城市，也是因河畔米尔多夫县的县治，面积29.42平方千米，2023年12月31日人口为21,860人。